# Pinhal intérieur Nord

Localisation du Pinhal intérieur Nord

Le Pinhal intérieur Nord – en portugais : Pinhal Interior Norte – est une des 30 sous-régions statistiques du Portugal.
Avec 11 autres sous-régions, il forme la région Centre.

## Géographie
Le Pinhal intérieur Nord est limitrophe :
- au nord, du Dão-Lafões,
- à l'est, de la Serra da Estrela et de la Cova da Beira,
- au sud, du Pinhal intérieur Sud et du Moyen Tage,
- à l'ouest, du Pinhal littoral et du Bas Mondego.

## Données diverses
- Superficie : 2 617 km2
- Population (2001) : 138 543 hab.
- Densité de population : 52,94 hab./km2

## Subdivisions
Le Pinhal intérieur Nord groupe quatorze municipalités (conselhos ou municípios, en portugais) :
- Alvaiázere
- Ansião
- Arganil
- Castanheira de Pêra
- Figueiró dos Vinhos
- Góis
- Lousã
- Miranda do Corvo
- Oliveira do Hospital
- Pampilhosa da Serra
- Pedrógão Grande
- Penela
- Tábua
- Vila Nova de Poiares

1. 1 2  « Official Journal L 87/2023 », sur eur-lex.europa.eu (consulté le 13 janvier 2024)